# Leichtathletik-Weltmeisterschaften 2019/10.000 m der Männer

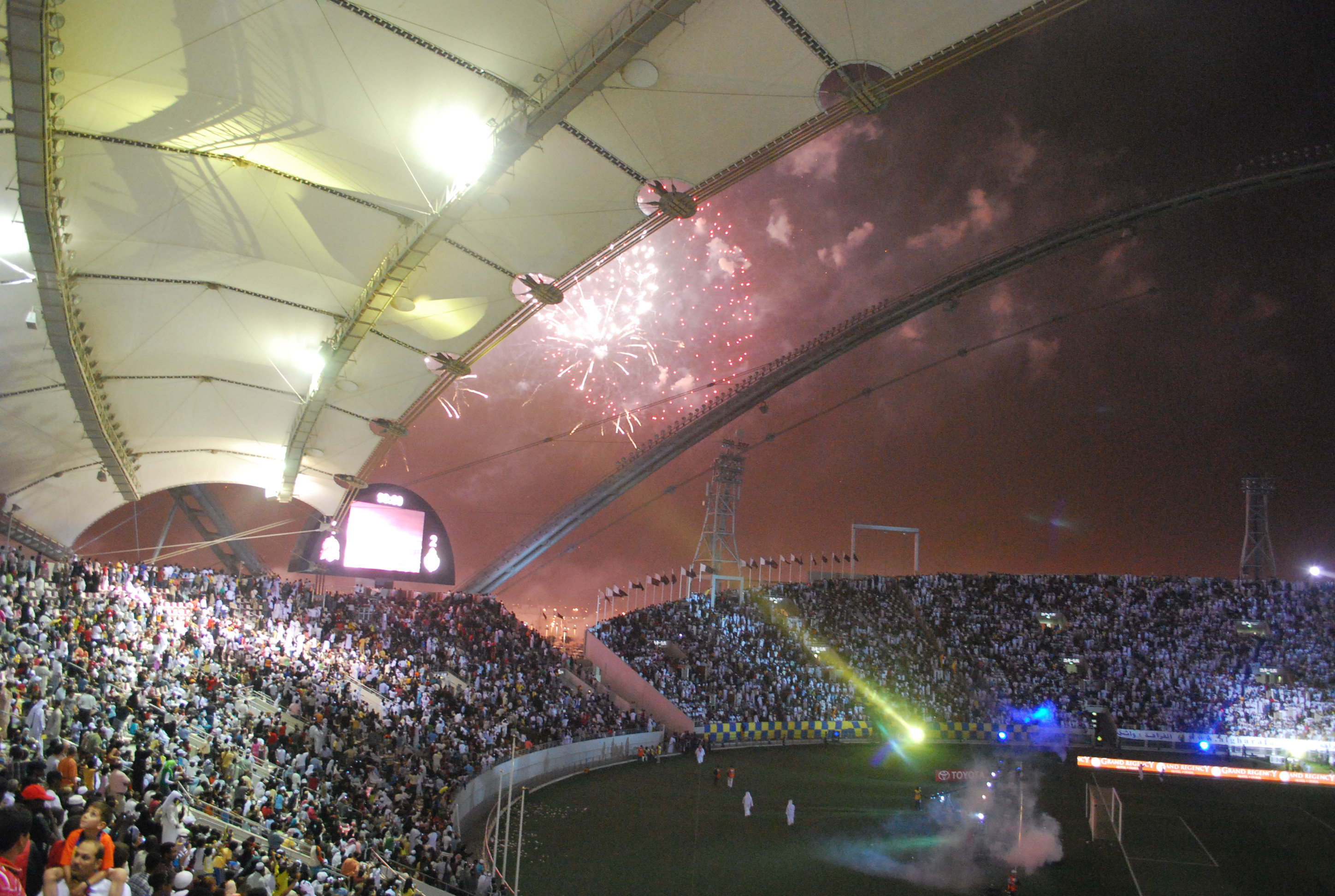
Das Khalifa International Stadium während des Emir Cups im Jahr 2009

Der 10.000-Meter-Lauf der Männer bei den Leichtathletik-Weltmeisterschaften 2019 fand am 6. Oktober 2019 im Khalifa International Stadium der katarischen Hauptstadt Doha statt.
21 Athleten aus 12 Ländern nahmen an dem Wettbewerb teil.
Die Goldmedaille gewann der Vizeweltmeister von 2017 Joshua Cheptegei aus Uganda mit 26:48,36 min. Silber ging mit 26:49,34 min an den Äthiopier Yomif Kejelcha. Die Bronzemedaille sicherte sich der Kenianer Rhonex Kipruto in 26:50,32 min.

## Rekorde

### Bestehende Rekorde
Vor dem Wettbewerb galten folgende Rekorde:
| Weltrekord | Kenenisa Bekele | 26:17,53 min | Memorial Van Damme, Brüssel, Belgien | 26. August 2005 |
| WM-Rekord  | Kenenisa Bekele | 26:46,31 min | WM in Berlin, Deutschland            | 17. August 2009 |

Der bestehende WM-Rekord wurde bei diesen Weltmeisterschaften nicht eingestellt und nicht verbessert.

### Rekordverbesserungen
Es gab eine Weltjahresbestleistung und zwei Landesrekorde.
- Weltjahresbestleistung:
- 26:48,36 min – Joshua Cheptegei, Uganda
- Landesrekorde:
- 26:59,35 min – Mohammed Ahmed, Kanada
- 27:10,76 min – Yemaneberhan Crippa, Italien

## Ergebnis

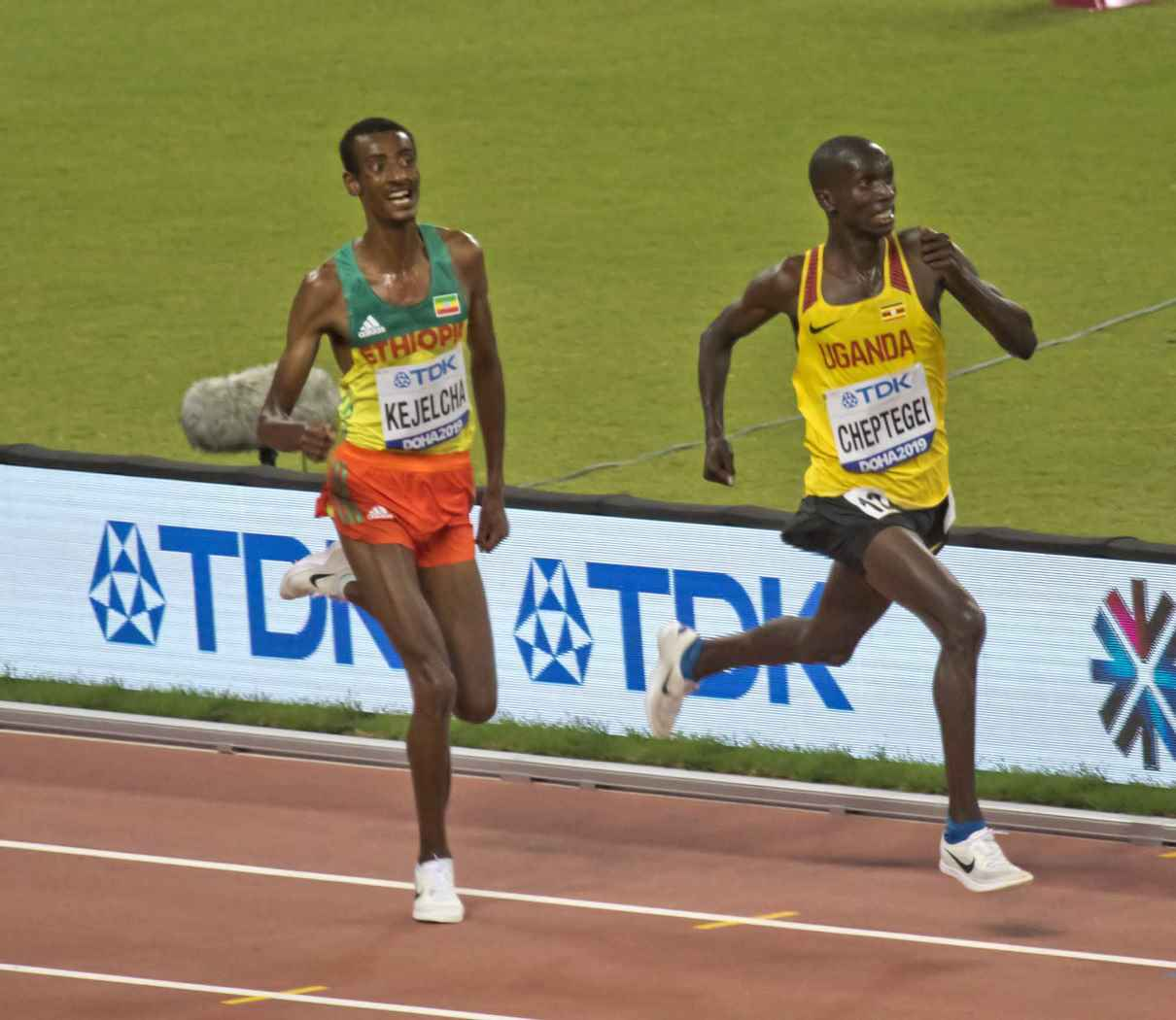
Kampf um Gold: Weltmeister Joshua Cheptegei (rechts)
und Yomif Kejelcha

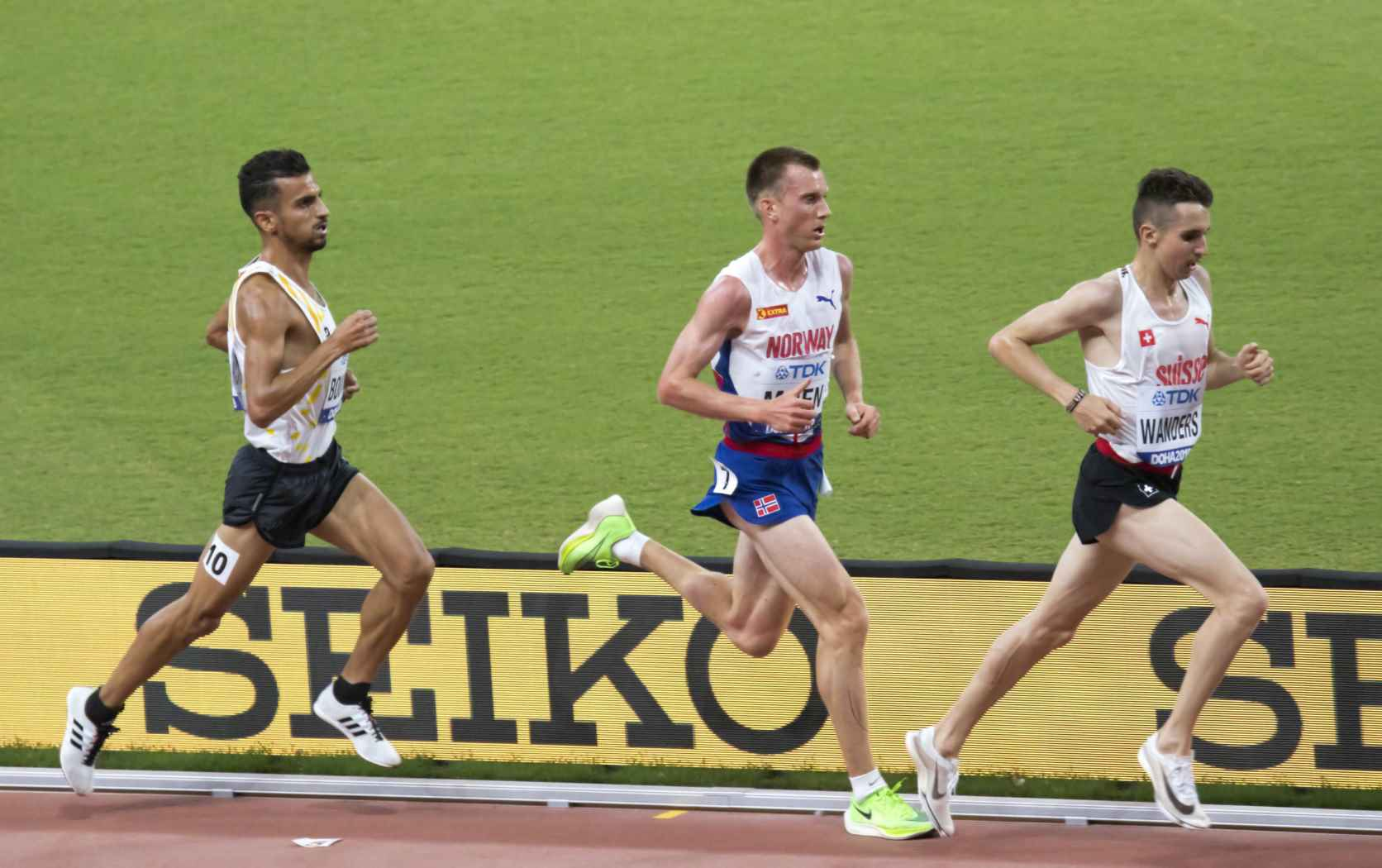
Auf der Strecke (v. l. n. r.): Soufiane Bouchikhi (Rang vierzehn), Sondre Nordstad Moen (Rang zwölf), Julien Wanders (nicht im Ziel)

6. Oktober 2019, 20:00 Uhr Ortszeit (19:00 Uhr MESZ)
| Platz | Athlet                 | Land               | Zeit (min)     |
| ----- | ---------------------- | ------------------ | -------------- |
|       | Joshua Cheptegei       | Uganda             | 26:48,36 WL/PB |
|       | Yomif Kejelcha         | Äthiopien          | 26:49,34 PB    |
|       | Rhonex Kipruto         | Kenia              | 26:50,32       |
| 4     | Rodgers Kwemoi         | Kenia              | 26:55,36 PB    |
| 5     | Andamlak Belihu        | Äthiopien          | 26:56,71       |
| 6     | Mohammed Ahmed         | Kanada             | 26:59,35 NR    |
| 7     | Lopez Lomong           | Vereinigte Staaten | 27:04,72 PB    |
| 8     | Yemaneberhan Crippa    | Italien            | 27:10,76 NR    |
| 9     | Hagos Gebrhiwet        | Äthiopien          | 27:11,37       |
| 10    | Shadrack Kipchirchir   | Vereinigte Staaten | 27:24,74 SB    |
| 11    | Alex Korio             | Kenia              | 27:28,74 PB    |
| 12    | Sondre Nordstad Moen   | Norwegen           | 28:02,18       |
| 13    | Leonard Korir          | Vereinigte Staaten | 28:05,73       |
| 14    | Soufiane Bouchikhi     | Belgien            | 28:15,43       |
| 15    | Aron Kifle             | Eritrea            | 28:16,74       |
| 16    | Rodrigue Kwizera       | Burundi            | 28:21,92 PB    |
| 17    | Abdallah Kibet Mande   | Uganda             | 28:31,49       |
| 18    | Onesphore Nzikwinkunda | Burundi            | 29:11,50       |
| DNF   | Hassan Chani           | Bahrain            |                |
| DNF   | Thierry Ndikumwenayo   | Burundi            |                |
| DNF   | Julien Wanders         | Schweiz            |                |

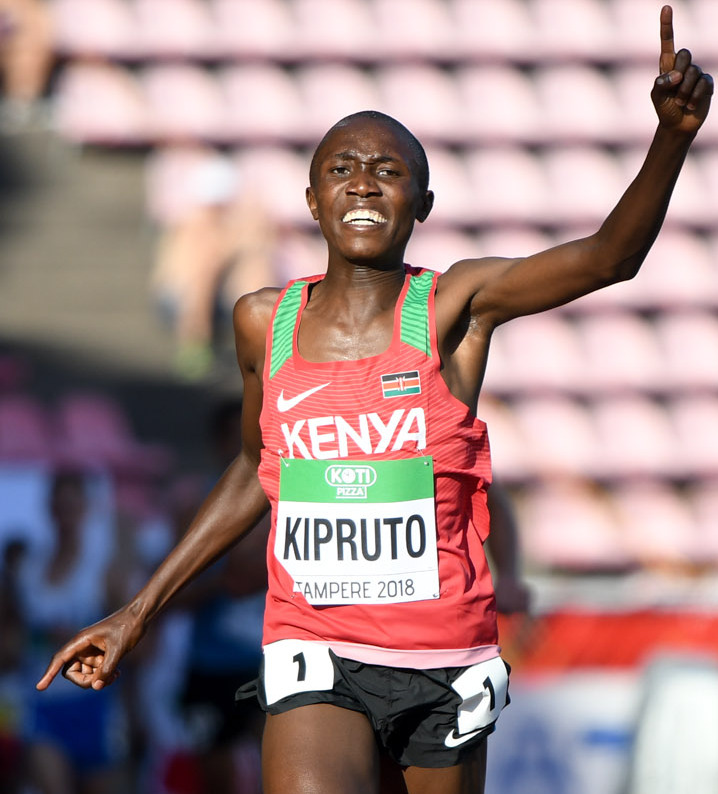
Bronzemedaillengewinner Rhonex Kipruto
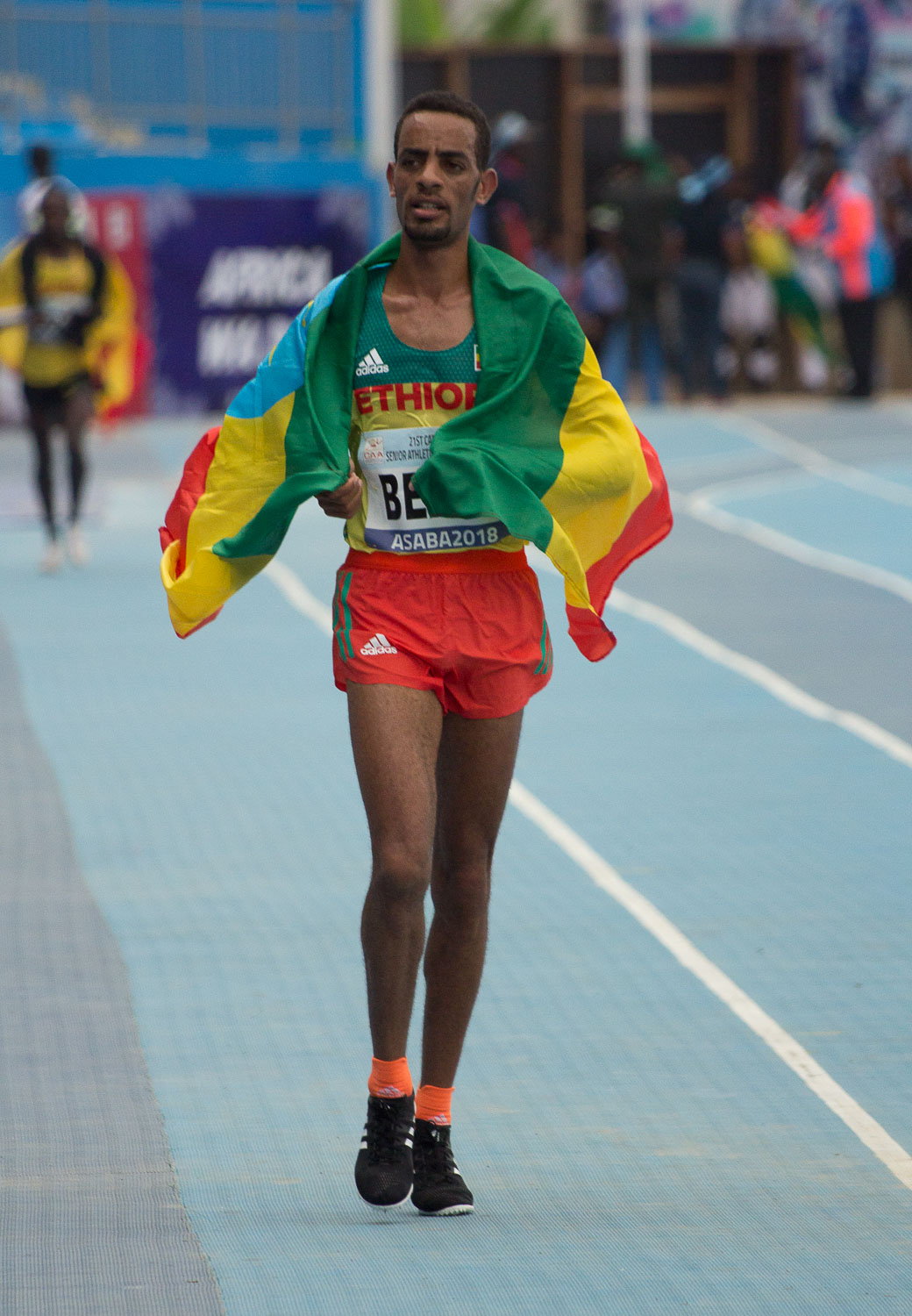
Andamlak Belihu belegte Rang fünf
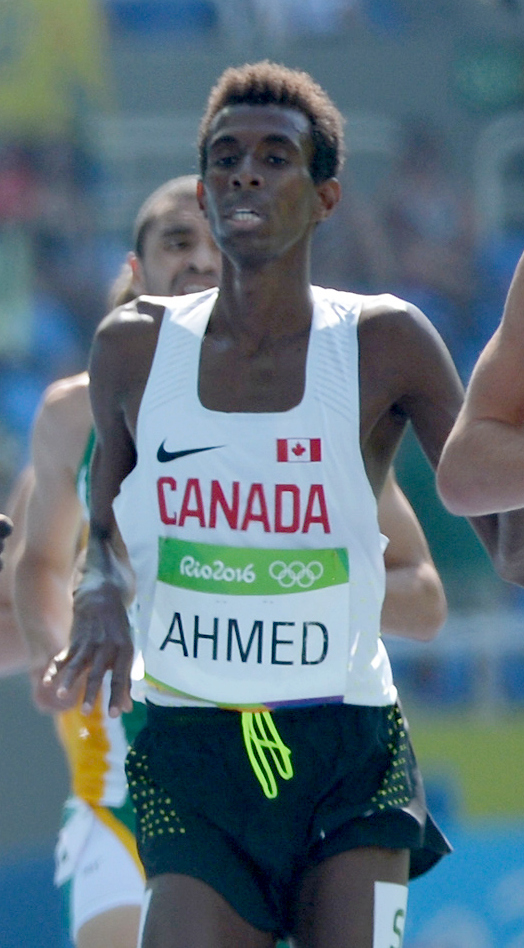
Mohammed Ahmed stellte als Sechster mit 28:05,73 min einen neuen kanadischen Rekord auf
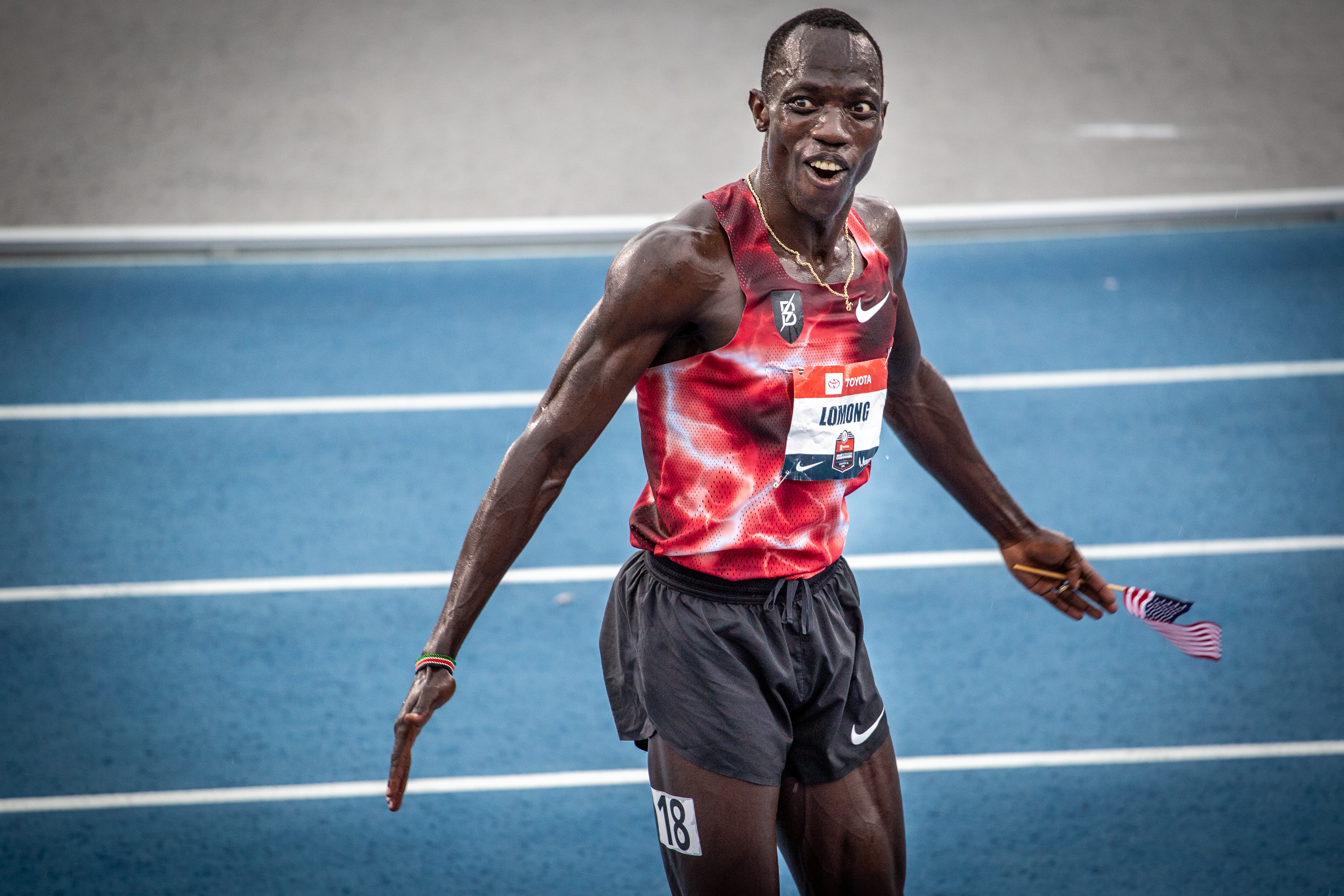
Der siebtplatzierte Lopez Lomong
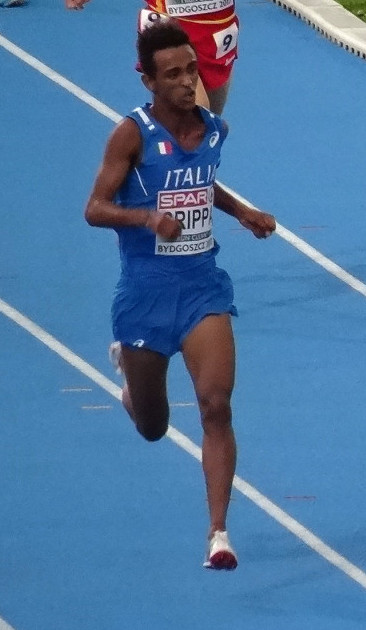
Yemaneberhan Crippa kam mit italienischem Rekord von 27:10,76 min auf den achten Platz
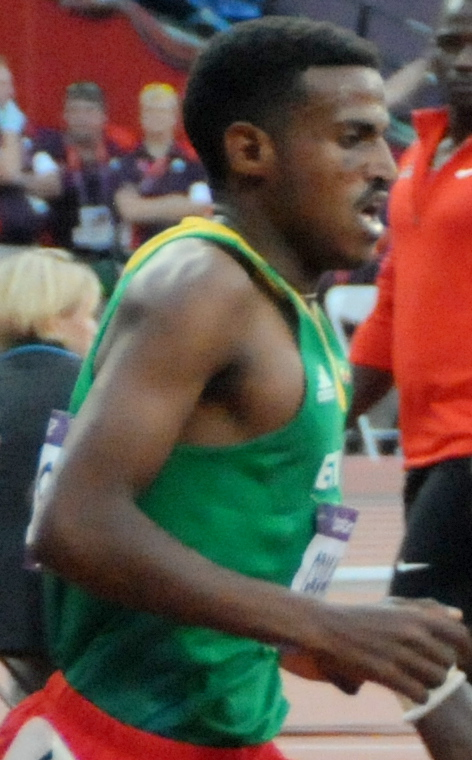
Hagos Gebrhiwet erreichte Platz neun
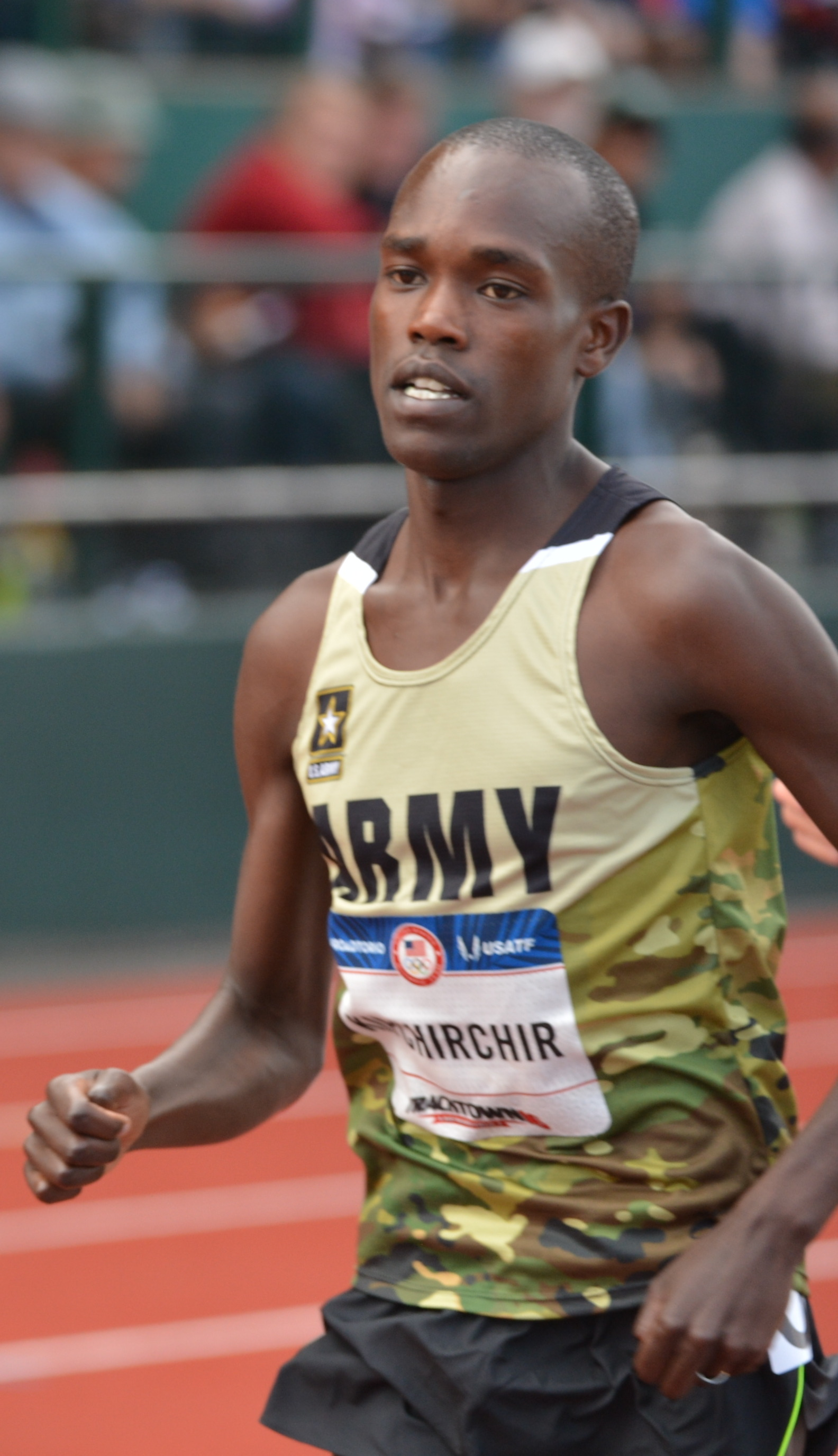
Shadrack Kipchirchir wurde Zehnter
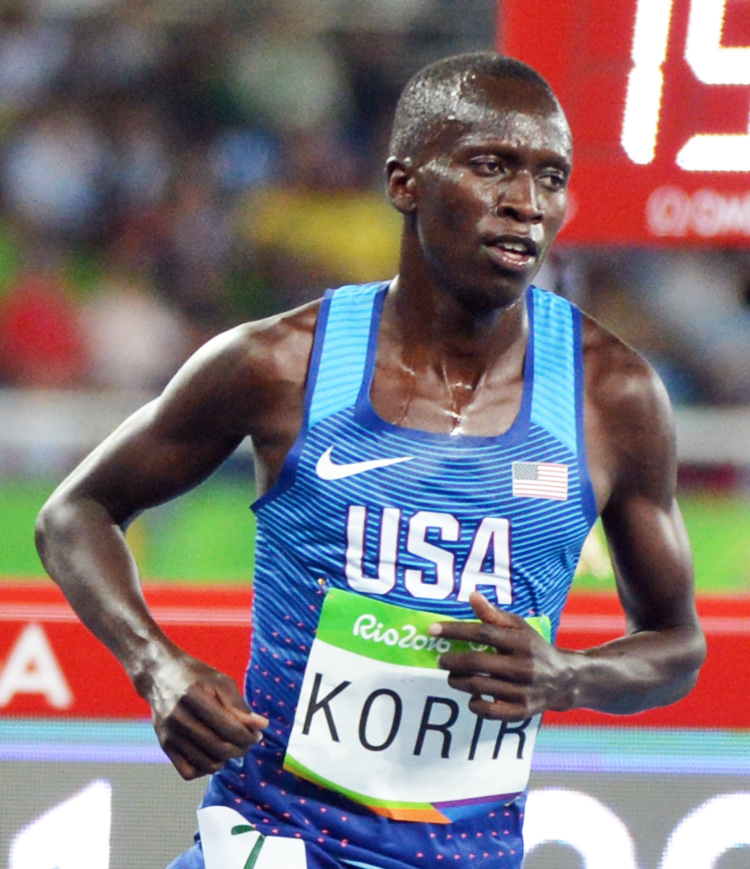
Leonard Korir – Platz dreizehn
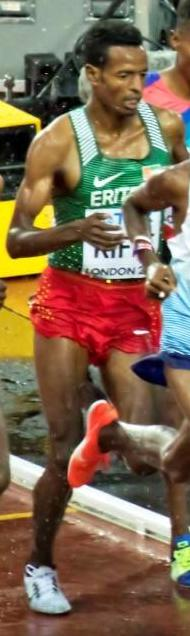
Aron Kifle – Platz fünfzehn
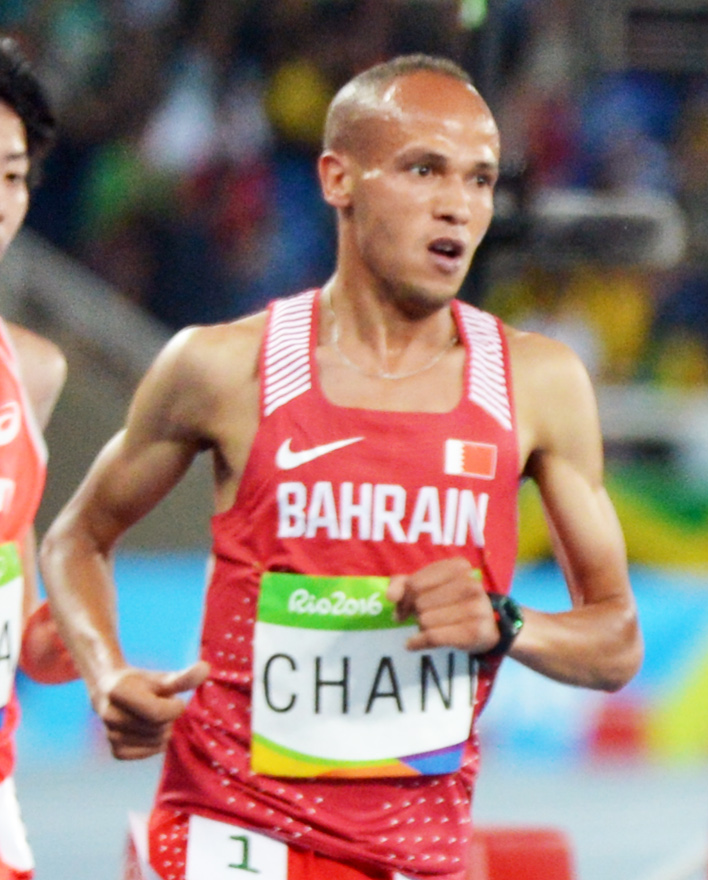
Hassan Chani – nicht im Ziel

## Video
- Men's 10,000m Final | World Athletics Championships Doha 2019, youtube.com, abgerufen am 14. März 2021